# Panchthar (huyện)

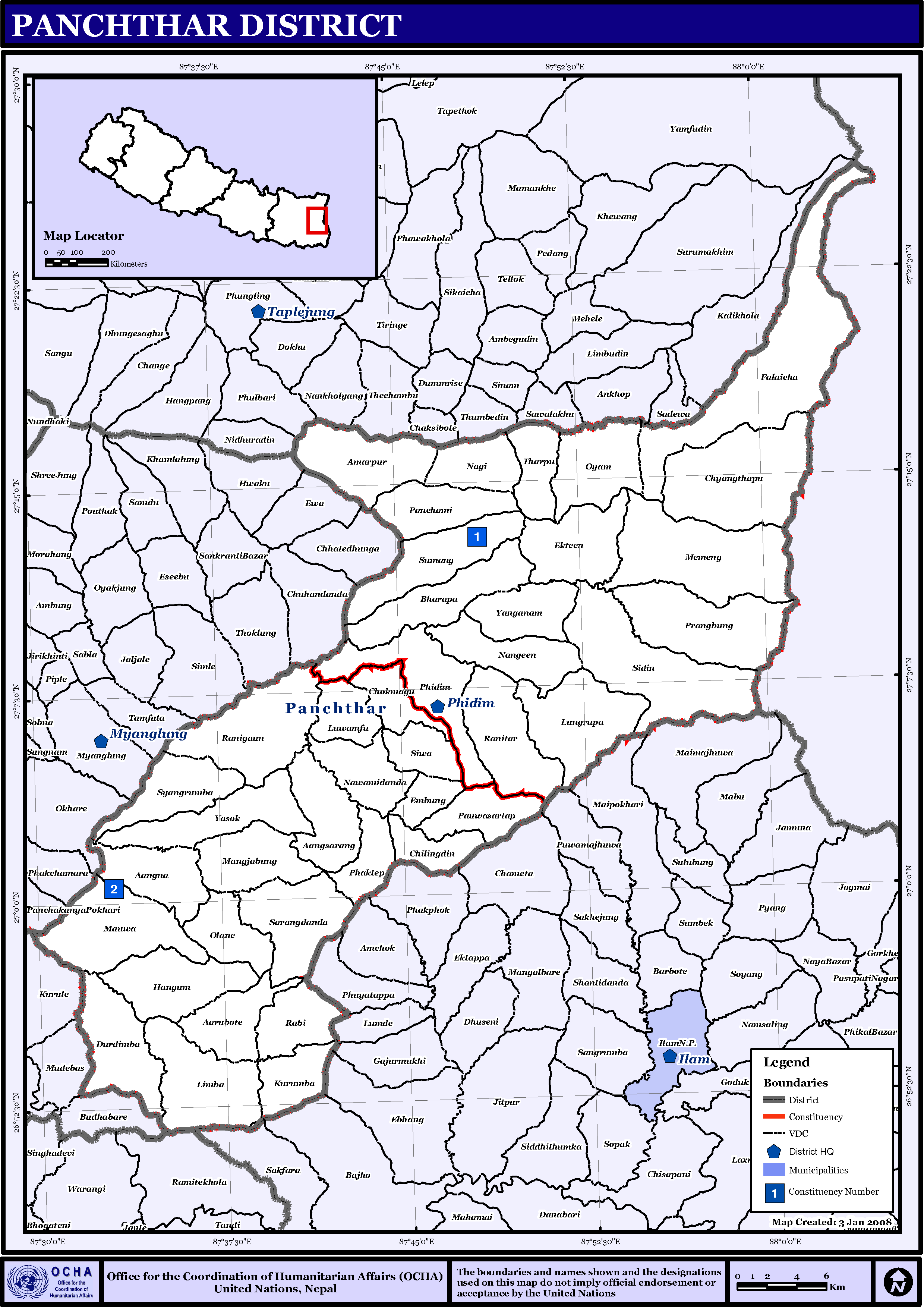
Panchthar

Panchthar (tiếng Nepal:पाँचथर) là một huyện thuộc khu Mechi, vùng Đông Nepal, Nepal. Huyện này có diện tích 1241 km², dân số thời điểm năm 2001 là 202056 người.

## Dân số
Biến động dân số giai đoạn 1952-2001:
| Năm    | 1971   | 1981   | 1991   | 2001   |
| ------ | ------ | ------ | ------ | ------ |
| Dân số | 145809 | 153746 | 175206 | 202056 |